# Кстово
Кстово (рос. Кстово) — місто, адміністративний центр Кстовського муніципального району, Нижньогородська область, Росія.

## Географія
Кстово розташоване на правому березі Волги за 29 км від Нижнього Новгорода на трасі М7 «Волга» і залізничній гілці Окська — Зелеціно. Через місто протікає річка Кудьма.

## Історія
Місто відоме з XIV століття як село Кстовське. Назва походить від мордовського[якого?] слова кста — «суниця».
Околиці Кстово заселяли мордовські й татарські племена. Населення займалося бурлацтвом, плетінням металевої сітки, сезонним підробітком (полюванням).
У 1950-ті роки стає центром нафтопереробки — тут будується Новогорьковський (Кстовський) нафтопереробний завод, ТЕЦ та інші підприємства.
З 1954 року робітниче селище, 12 вересня 1957 року отримує статус міста (спочатку був в районному підпорядкуванні, з 1962 року — в обласному).
Містоутворююче підприємство — ТОВ «Лукойл-Нижегороднефтеоргсинтез».
Однією з визначних пам'яток міста є спортивний комплекс «Всесвітня академія самбо».

## Відомі уродженці
- Валерія Федорович — російська акторка театру і кіно. Найбільшу популярність здобула завдяки ролям Катерини Семенової в телесеріалі «Кухня» і Наташі в телесеріалі «Вижити Після».